# Oczy Julii
Oczy Julii (hiszp. Los ojos de Julia) – hiszpański horror z 2010 roku w reżyserii Guillema Moralesa. Zdjęcia kręcono w prowincji Barcelona.

## Opis fabuły
Julia wraca z mężem do Bellevue, by odwiedzić swą siostrę Sarę, która ze względu na przewlekłą chorobę jest niemal całkowicie niewidoma. Po przyjeździe odnajduje swoją siostrę bliźniaczkę Sarę powieszoną w piwnicy jej starego domu - oficjalna wersja policji to samobójstwo, a przyczyną tragedii była pełna utrata wzroku w rezultacie choroby. Julia nie wierzy w samobójstwo i rozpoczyna prywatne śledztwo, gdyż czuje instynktownie, że Sara została bezlitośnie zamordowana. Problemem jest to, iż kobiecie także grozi choroba, która doprowadziła do ślepoty jej siostry.

## Obsada
- Belén Rueda - Julia
- Lluís Homar - Isaac
- Julia Gutiérrez Caba
- Francesc Orella
- Pablo Derqui
- Joan Dalmau
- Clara Segura
- Boris Ruiz
- Carlos Fabregas